# فاوستا
كانت فلافيا ماكسيما فاوستا (289–326) (بالإنجليزية Flavia Maxima Fausta) إمبراطورة رومانية، ابنة الإمبراطور الروماني مكسيميانوس وزوجته السورية يوتروبيا، للقيام بالتحالف بينهما للسيطرة على الحكم الرباعي، في عام 307 زوجها مكسيميانوس لقسطنطين العظيم، الذي وضع جانبا زوجته مينرفينا لصالحها. كان قسطنطين وفاوستا قد خُطبا منذ عام 293.

## حياتها

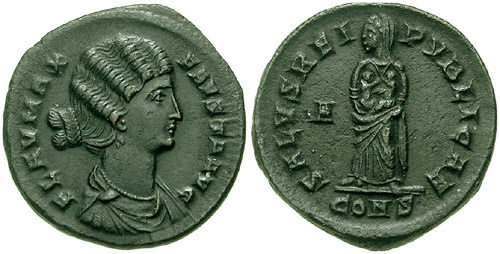
فاوستا، مثل سالوس، تحمل ابنيها، قسطنطين الثاني وقنسطانطيوس الثاني.

بصفتها أخت الإمبراطور مكسنتيوس، كان لفاوستا دور في سقوط والدها. عام 310 مات مكسيميان نتيجة مؤامرة اغتيال ضد قسطنطين. قرر مكسيميان إشراك ابنته فاوستا، لكنها كشفت المؤامرة لزوجها، وتعطلت عملية الاغتيال. مات مكسيميان، عن طريق الانتحار أو الاغتيال، في يوليو من نفس العام.
كانت الإمبراطورة فاوستا تحظى بتقدير كبير من قسنطين، وكان دليلًا على تفضيله لها أنه في عام 324  أعلنها أوغستا؛ سابقا كانت تحمل لقب نوبيليسيما فيمينا. ومع ذلك عام 326، قُتلت فاوستا على يد قسطنطين، إثر إعدام كريسبوس، ابنه الأكبر على يد مينيرفينا. تم الربط بين الوفاتين بطرق مختلفة؛ في احداها كان السبب هو غيرة فاوستا من كريسبوس، كما هو موضح في Epitome de Caesaribus للكاتب المجهول،  اما في أخرى كانت السبب الزنا، ربما مع ابن زوجته الذي كان قريبًا منها في السن. وفقًا لـ Epitome de Caesaribus اللاتينية والتاريخ الكنسي لفيلوستورجيوس ( كما تم تلخيصها بواسطة Photius)، فقد تم إعدام فاوستا عن طريق رميها في الماء المغلي،  وبربطها بوفاة كريسبوس، التي قيل إن وفاته سببها مزاعمها للمخالفات جنسية.  وضع الاغتيال لم يشهد بطريقة أخرى في العالم الروماني. يقدم ديفيد وودز صلة الاستحمام الساخن جدا بتقنيات الإجهاض المعاصرة،  وهو اقتراح يشير إلى الحمل الزاني غير المرغوب فيه وفقًا لسيرة قسطنطين التي كتبهل بول ستيفنسون. 
أمر الإمبراطور بعمل دامناتيو ميمورياي لزوجته (عبارة لاتينيه معناها لعن الذاكرة) مما أسفر عن عدم وجود مصدر معاصر يسجل تفاصيل مصيرها: «يوسابيوس القيصري القديس المطلق، لا يذكر كريسبس ولا فاوستا في حياته قسطنطين، بل وكتب كريسبس خارج النسخة النهائية لEcclesiastical History بعبارة ( HE X.9.4)» سيرة قسطنطين لبول ستيفنسون . 
بشكل ملحوظ بمجرد وصوله أبنائها إلى السلطة، لم يلغوا هذا الأمر أبدًا.
أصبح أبناؤها أباطرة رومان: قسطنطين الثاني حكم بين عامي 337 - 340، قسطانطيوس الثاني حكم بين عامي 337 - 361، وحكم قنسطنس بين عامي 337 - 350. كما أنجبت ثلاث بنات قسطنطسنة وهيلينا وفاوستا. من بين هؤلاء تزوجت قسطنطينة من أبناء عمومتها، أولاً هانيباليانوس وثانياً قنسطانطيوس غالوس، وهيلينا تزوجت من الإمبراطور يوليان المرتد . يبدو أن ادعاء الأنساب بأن ابنتها فاوستا أصبحت والدة الإمبراطور فالنتينيان الأول لا أساس له (فالنتينيان الأول وأولاد قسطنطين الأول ولدوا في سنوات قريبة من بعضهم البعض، أي كانوا من نفس الجيل).

## بيبلوغرافيا
- (بالفرنسية) Gérard Minaud, Les vies de 12 femmes d’empereur romain - Devoirs, Intrigues & Voluptés , Paris, L’Harmattan, 2012, ch. 12,  La vie de Fausta, femme de Constantin, p. 285-305.
- J.W. Drijvers, 'Flavia Maxima Fausta: Some Remarks', Historia 41 500- 506 (1992) 500- 506.

## وصلات خارجية
- "Fausta, Flavia Maximiana". الموسوعة الأمريكية. 1920. {{استشهاد بموسوعة}}: يحتوي الاستشهاد على وسيط غير معروف وفارغs: |HIDE_PARAMETER15=، |HIDE_PARAMETER4=، |HIDE_PARAMETER2=، |HIDE_PARAMETER21=، |HIDE_PARAMETER8=، |HIDE_PARAMETER17=، |HIDE_PARAMETER20=، |HIDE_PARAMETER5=، |HIDE_PARAMETER7=، |HIDE_PARAMETER16=، |HIDE_PARAMETER3=، |HIDE_PARAMETER22=، |HIDE_PARAMETER14=، |HIDE_PARAMETER13=، |HIDE_PARAMETER11=، |HIDE_PARAMETER10=، |HIDE_PARAMETER6=، |HIDE_PARAMETER9=، |HIDE_PARAMETER1=، |HIDE_PARAMETER23=، |HIDE_PARAMETER18=، |HIDE_PARAMETER19=، و|HIDE_PARAMETER12= (مساعدة)

| ألقاب ملكية | ألقاب ملكية     | ألقاب ملكية |
| ----------- | --------------- | ----------- |
| سبقه        | Empress of Rome | تبعه        |